# Breekbaar kransblad
Breekbaar kransblad (Chara globularis) is een kranswiersoort uit de familie Characeae.

## Determinatie
De hoofdassen hebben een dikte die vaak minder is dan 0,7–0,8 mm al zijn de uiterste waarden 0,3–1,4 mm.

## Ecologie
Breekbaar kransblad vormt vooral in helder, mesotroof, onbeschaduwd, stilstaand tot zwak stromend, zoet tot brak water grote 'onderwaterweiden' met hoge biomassa's, die schuilmogelijkheid bieden voor plankton, macrofauna en jonge vissen. Het heeft de voorkeur voor oligotrofe tot meso-eutrofe wateren en geeft de voorkeur aan kalkhoudend water. Het wordt zelden gevonden in zuur water, en dan verschijnen vaak steriele onvolgroeide vormen.

### Syntaxonomie
In de syntaxonomie staat breekbaar kransblad te boek als kensoort voor de kranswieren-klasse.

## Verspreiding
Breekbaar kransblad heeft een kosmopolitische verspreiding, maar zijn voorkomen geconcentreerd op het noordelijk halfrond. Het komt voor in het grootste deel van Europa (inclusief de Baltische Zee) en bereikt Turkije, het Verre Oosten, Australië en Brazilië.